# Heinrich Traublinger

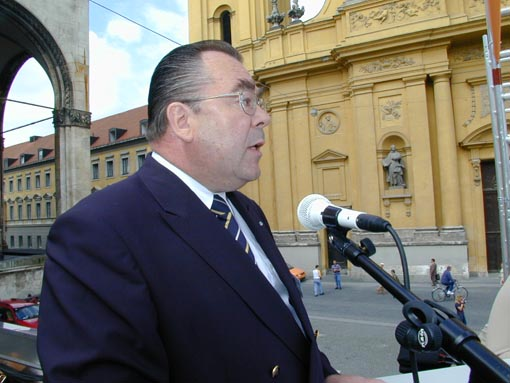
Heinrich Traublinger (2004)

Heinrich Traublinger (* 9. Mai 1943 in München) ist ein ehemaliger bayerischer Politiker (CSU) und Handwerksfunktionär. Er ist Ehrenpräsident der Handwerkskammer für München und Oberbayern und des Bayerischen Handwerkstages, zuvor war er jeweils deren Präsident. Von 1986 bis 2008 war er Mitglied des Bayerischen Landtags. Traublinger ist Träger hoher Auszeichnungen.

## Handwerk
Heinrich Traublinger machte eine Handwerkslehre zum Bäcker, wurde 1960 Bundessieger im Leistungswettbewerb der deutschen Handwerksjugend und absolvierte 1963 die Meisterprüfung im Bäckerhandwerk, 1965 als Konditor. 1967 trat er in den elterlichen Bäckerei-Betrieb in München ein. 1971 baute er seinen Betrieb in Neuperlach neu auf, weil der alte Standort zu klein geworden war. 1999 verlagerte er die Produktion aus Kapazitätsgründen nach Heimstetten.
Heinrich Traublinger war von 1994 bis 2014 Präsident der Handwerkskammer für München und Oberbayern und von 2004 bis 2013 einer der Vizepräsidenten des Zentralverbandes des Deutschen Handwerks (ZDH). Außerdem ist oder war er Präsident des Bayerischen Handwerkstages (BHT, 2002 bis 2014), Landesinnungsmeister für das Bayerische Bäckerhandwerk (1990 bis 2012), Vizepräsident des Genossenschaftsverbandes Bayern (Raiffeisen/Schulze-Delitzsch e. V.), Aufsichtsratsvorsitzender der GHM – Gesellschaft für Handwerksmessen mbH sowie der Versicherungsgruppe Münchener Verein und stellvertretender Aufsichtsratsvorsitzender der Münchner Bank eG.
Als hoher Funktionär verschiedener Organisationen im Handwerk kritisierte Traublinger die Liberalisierung der deutschen Handwerksordnung, die durch die Umsetzung der „EU/EWR-Handwerk-Verordnung“ vom 22. Juni 2004 erfolgte,  und die Beseitigung der Meisterpflicht in 53 Berufen.
Im Juni 2012 gab er nach 22 Jahren aus Altersgründen das Amt des Landesinnungsmeisters für das Bayerische Bäckerhandwerk ab. 2014 schied er aus den Ämtern des Präsidenten der Handwerkskammer für München und Oberbayern und des Präsidenten des Bayerischen Handwerkstages aus und wurde jeweils zu deren Ehrenpräsidenten ernannt.

## Politik
1964 wurde er Mitglied der CSU. Von 1972 bis 1986 saß Traublinger im Münchner Stadtrat. Traublinger war seit Mitte der 1980er Jahre Vorsitzender des Ortsverbandes Perlach der CSU München, bis  er 2001 von einer Gruppe junger CSU-Funktionäre von diesem Posten verdrängt wurde. Hintergrund war der Kampf um sein Landtagsmandat. Dem CSU-Vorsitzenden Edmund Stoiber und der designierten Münchner CSU-Bezirkschefin Monika Hohlmeier missfiel dieser parteiinterne „Putsch“ jedoch, weil Traublinger als ein wichtiger politischer Repräsentant des Handwerks galt. Im späteren Verlauf der Affäre stellte sich allerdings heraus, das Hohlmeier seit Beginn der Intrige eine Mitwisserin war. In der Folge zerstritten sich die jungen CSU-Mitglieder. Ein Teil von ihnen versuchte am 5. Februar 2003 durch Stimmenkauf und Urkundenfälschung die Wahl zu beeinflussen und löste damit die langjährige „Münchner-CSU-Affäre“ aus. Am 13. Februar 2007 endete Traublingers Zeit als Vorsitzender des CSU-Ortsverbandes Perlach, da er für dieses Amt nicht mehr antrat.
Am 12. Oktober 1986 wurde er erstmals für den Stimmkreis München-Ramersdorf in den Bayerischen Landtag gewählt, dem er bis September 2008 ununterbrochen angehörte. Er war Mitglied des Ausschusses für Staatshaushalt und Finanzfragen. Zur Landtagswahl in Bayern 2008 stand er nicht mehr zur Wahl.

## Familie
Heinrich Traublinger ist seit 1964 verheiratet und hat zwei Kinder.

## Ehrungen und Auszeichnungen
- 2006  Bayerische Verfassungsmedaille in Gold[12]
- 2007 Großes Verdienstkreuz des Verdienstordens der Bundesrepublik Deutschland[13]
- 2015 Goldene Ehrenmünze der Stadt München[14]
- 2019 Ehrenbürger von München[15]